# Apac (plaats)
Apac is de hoofdplaats van het district Apac in het noorden van Oeganda.
Apac telde in 2002 bij de volkstelling 10.292 inwoners.